# Francesco Molino
Francesco Molino (Ivrea, 4 giugno 1768 – Parigi, 1847) è stato un chitarrista e compositore italiano.

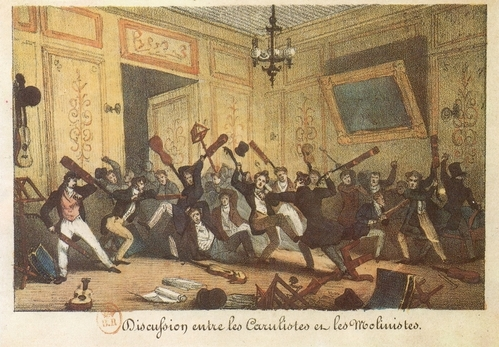
Rappresentazione satirica della contrapposizione fra "Carulliani" e "Molinisti" (Charles de Marescot)

Nato in una famiglia di musicisti, cominciò molto presto a suonare l'oboe e il violino nel Teatro Regio di Torino.
La sua carriera come chitarrista cominciò a Parigi nel 1819 come concertista e insegnante didattico. Sono arrivate a noi delle rappresentazioni grafiche satiriche, di Charles de Marescot, di veri e propri schieramenti di carullisti (sostenitori della scuola di Ferdinando Carulli) e molinisti (sostenitori di Molino). L'impostazione strumentale di Molino differiva effettivamente su alcuni punti (ad esempio nel rifiuto di usare il pollice sinistro nella diteggiatura) rispetto a quella che Carulli, giunto a Parigi da più tempo, aveva diffuso presso gli ambienti della capitale francese; ciò tuttavia non gli impedì di conquistarsi una sua relativa fama, oltre che come esecutore, anche che come didatta e il suo Metodo riscosse un buon successo.
La maggior parte delle sue composizioni chitarristiche, circa sessanta, furono pubblicate a Parigi fra il 1820 e il 1835. Si ricordano, in particolare, i Notturni per chitarra e violino o chitarra e flauto (op. 37, 38, 39) e il Concerto per chitarra e orchestra in Mi minore (op. 56).

## Composizioni
- Tre duetti Op. 3 (chitarra e violino)
- Tre sonate Op. 6 (chitarra)
- Tre grandi sonate Op. 7 (chitarra e violino)
- Dodici valzer Op. 9 (chitarra)
- Due fantasie Op. 13 (chitarra)
- Tre sonate Op. 15 (chitarra)
- Grande ouverture Op. 17 (chitarra)
- Quattro temi variati Op. 18 (chitarra)
- Tre trii Op. 19 (flauto, viola e chitarra)
- Tre grandi sonate Op. 22 (chitarra e violino)
- Metodo Op. 24 (chitarra)
- Tre rondò brillanti Op. 28 (chitarra)
- Tre sonate Op. 29 (chitarra e violino)
- Gran trio concertante Op. 30 (flauto o violino, viola e chitarra)
- Variazioni Op. 31 (chitarra)
- Metodo Op. 33 (chitarra)
- Grande polacca e due rondò Op. 34 (chitarra)
- Notturno Op. 36 (chitarra e pianoforte)
- Notturno Op. 37 (flauto o violino e chitarra)
- Notturno Op. 38 (flauto o violino e chitarra)
- Variazioni brillanti Op. 41 (chitarra)
- Gran trio Op. 45 (flauto, viola e chitarra)
- Grande metodo Op. 46 (chitarra)
- Concerto Op. 56 (chitarra e orchestra)
- Aria scozzese variata Op. 58 (chitarra)
- Canzonetta (chitarra e voce)
- Preludio (chitarra)